# مجلس القدس (536)
كان مجمع القدس او مجلس القدس عام 536 اجتماع لممثلي مجمع خلقيدونية التابع لكنيسة فلسطين الثلاثة ( الأولى والثانية والثالثة ) لإدانة بعض الأشخاص المتهمين بالهرطقة المونوفيزية. تم عقده بمبادرة من الإمبراطور الروماني جستنيان الأول في أعقاب الاستقالة القسرية للبطريرك أنثيموس الأول بطريرك القسطنطينية في فبراير أو مارس، وهو الحدث الذي لعب فيه البابا أغابيتوس الأول الدور الرئيسي.
بعد مجمع القسطنطينية في مايو- يونيو 536، كتب البطريرك ميناس بطريرك القسطنطينية إلى البطريرك بطرس بطريرك القدس يحثه على عقد مجمع فلسطين الثلاثة لإدانة نفس الهراطقة كما فعلت القسطنطينية: أنثيموس، وسويروس الأنطاكي، وزعورا العمودي، وبطرس الأفامي. وأرسل الإمبراطور أيضًا رسالة.
وقد تم تسليم هذه الرسائل من قبل رهبان برية الخليل الذين سافروا إلى القسطنطينية للمشاركة في المجمع هناك. وبما أن القدس لم ترتفع إلى مرتبة البطريركية إلا بموجب مجمع خلقيدونية سنة 451، فإن سلطة أسقف المدينة على الكنيسة في فلسطين الثلاث لم يقبلها معارضو مجمع خلقيدونية. 
اجتمع المجلس في 19 سبتمبر 536 في القدس (رسميًا في إيليا كابيتولينا ). لقد أدارت أعمالها باللغة اليونانية.  وقد تم حفظ أعمالها في المجموعة المعروفة باسم Collectio Sabbaitica. وقد تم قراءة أحكام مجمع القسطنطينية في السجل، وناقش رجال الدين المجتمعون في القدس جميع رجال الدين الأربعة المحكوم عليهم. ومع ذلك، فإن حكمهم الخاص لم يدان أنثيموس إلا صراحة.  وقد وقع عليها 47 أسقف، وهو ما يعادل تقريبًا كل أساقفة فلسطين الثلاث. لا يوجد تسلسل منطقي للاشتراكات وقد تم إجراؤها جميعها باللغة اليونانية. 

## قائمة الأسقفيات الموقعة
1. قيسارية
2. Scythopolis
3. Tiberias
4. Sariphaia
5. Gabae
6. رفح
7. يافا
8. Augustopolis
9. حرثا
10. Azotus
11. أرسوف
12. Arda, possibly Orda in جيرار (فلسطين)  [لغات أخرى]‏
13. إليوثيروبوليس
14. أريحا
15. الربة
16. Diara, probably دورا
17. الكرك
18. مدينة منوتاي، أي، Menois
19. Pella
20. الشيخ زويد
21. تيران
22. Elousa
23. البتراء
24. Nicopolis
25. جدارا
26. Helenopolis
27. صفورية
28. مدينة باكانوي، على الأرجح Bacatha
29. عسقلان
30. خربة فينان
31. غرندل
32. Sycomazon
33. نابلس
34. Parembolai
35. مدينة ليبسيوي، ربما ليفياز
36. Maximianopolis
37. سبسطية
38. يبنا
39. إكسال
40. تل الجزر
41. العقبة
42. سوسيتا
43. بيت رأس
44. أماثوس
45. البلاخية